# 帖木脱斡
帖木脱斡，又作帖木儿脱欢，蒙古帝国将领，答答里带（塔塔儿部）人。帖赤的儿子，帖木儿不花的哥哥。
帖木脫斡担任蒙古軍千戶，跟随攻打南宋四川，有功，行樞密院承制授为萬戶。率领列別朮、塔海帖木兒、也速帶兒、匣剌撒兒四千戶軍，跟随大軍攻打重慶。重慶降，收其部衆，攻打下流諸城，留鎮夔州，兼本路安撫司達魯花赤。進升为懷遠大將軍、蒙古軍萬戶。转任定遠大將軍，兼嘉定守鎮萬戶、本路总管府達魯花赤。不久升为鎮國上將軍、諸蠻夷部宣慰使，加都元帥。与岳剌海会云南兵镇压亦奚不薛部落起事。改任征緬都元帥，死在军中。子忽都荅兒嗣位。